# Anak Verhoevenová
Anak Verhoevenová (* 15. července 1996 Belgie) je belgická reprezentantka ve sportovním lezení, vítězka světových her, vicemistryně světa, mistryně Evropy a Belgie v lezení na obtížnost. V celkovém hodnocení světového poháru se v roce 2016 umístila na druhém místě.
Juniorská mistryně a vicemistryně světa i Evropy a čtyřnásobná vítězka Evropského poháru juniorů.
Jejím jmenovcem je Jorg Verhoeven - vítěz světového poháru ve sportovním lezení z Nizozemska.

## Výkony a ocenění
- 2018: nominace na prestižní mezinárodní závody Rock Master, kde skončila třetí

### Závodní výsledky
| Světové hry | Světové hry |
| Rok         | 2017        |
| ----------- | ----------- |
| Obtížnost   | 1           |

| Arco Rock Master | Arco Rock Master |
| Rok              | 2018             |
| ---------------- | ---------------- |
| Duel             | 3                |

| Mistrovství světa | Mistrovství světa |
| Rok               | 2016              |
| ----------------- | ----------------- |
| Obtížnost         | 2                 |

| Světový pohár (nalevo jsou poslední závody v roce) | Světový pohár (nalevo jsou poslední závody v roce) | Světový pohár (nalevo jsou poslední závody v roce) |
| Rok                                                | 2015                                               | 2016                                               |
| -------------------------------------------------- | -------------------------------------------------- | -------------------------------------------------- |
| Obtížnost                                          | 4                                                  | 2                                                  |
| jednotlivě (2/4/3)                                 | 5,,,8,,4                                           | ,,4,8,,                                            |

| Mistrovství Evropy | Mistrovství Evropy |
| Rok                | 2017               |
| ------------------ | ------------------ |
| Obtížnost          | 1                  |

| Mistrovství Belgie | Mistrovství Belgie | Mistrovství Belgie |
| Rok                | 2016               | 2017               |
| ------------------ | ------------------ | ------------------ |
| Obtížnost          | 1                  | 1                  |

| Mistrovství světa juniorů | Mistrovství světa juniorů | Mistrovství světa juniorů | Mistrovství světa juniorů | Mistrovství světa juniorů |
| Rok                       | 2010 kat. B               | 2012 kat. A               | 2013 kat. A               | 2015 juniorky             |
| ------------------------- | ------------------------- | ------------------------- | ------------------------- | ------------------------- |
| Obtížnost                 | 2                         | 2                         | 2                         | 1                         |

| Mistrovství Evropy juniorů | Mistrovství Evropy juniorů | Mistrovství Evropy juniorů | Mistrovství Evropy juniorů | Mistrovství Evropy juniorů |
| Rok                        | 2012 kat. A                | 2013 kat. A                | 2014 juniorky              | 2015 juniorky              |
| -------------------------- | -------------------------- | -------------------------- | -------------------------- | -------------------------- |
| Obtížnost                  | 3                          | 2                          | 1                          | 2                          |